# Aeroporto Internacional Padre Aldamiz
Aeroporto Internacional Padre Aldamiz também conhecido como Aeroporto Internacional de Puerto Maldonado, é um pequeno aeroporto localizado na cidade de Puerto Maldonado, no  Peru. O aeroporto supervisiona um pequeno número de voos comerciais internacionais.